# Bataille de Bagdoura
Grande révolte berbère
La bataille de Bagdoura (ou Baqdoura), est un affrontement décisif lors de la grande révolte berbère, qui se déroule en octobre ou novembre 741. Elle fait suite à la bataille des nobles de l'année précédente, et se conclut par une victoire majeure des Berbères sur les Arabes, à la rivière Sebou (près de l'actuelle ville de Fès, au Maroc). La bataille brise temporairement l'emprise du califat omeyyade sur le Maghreb al-Aqsa (actuel Maroc), et le retrait des forces Omeyyades d'élite à al-Andalus qui en résulte aura des implications pour la stabilité d'al-Andalus.

## Contexte
La Grande révolte berbère éclate au début de l'an 740 dans l'ouest du Maroc, en réponse aux lois oppressives (et, d'après la loi islamique, illégales) de collecte d'impôts imposées aux Berbères musulmans par Obeïd Allah ibn al-Habhab, gouverneur à Kairouan, en Ifriqiya, et tout le Maghreb et al-Andalus. La rébellion berbère est inspirée par des activistes kharijites de la secte sufrite, qui tiennent la promesse d'un ordre islamique puritain, sans discrimination ethnique ou tribale, une perspective attrayante pour les Berbères maltraités.
La révolte commence sous la direction du chef berbère Matghara (bien que prétendu être un humble porteur d'eau), Maysara. En quelques mois, en 740, les Berbères s'emparent avec succès de Tanger et de tout le Maroc occidental, jusqu'à la vallée du Souss. Mais quand le gouverneur arabe de l'ifriqiya envoie une avant-garde arabe dirigée par Khalid ibn Abi Habib contre Tanger, les Berbères déposent Maysara et placent l'armée rebelle entre les mains d'un commandant militaire plus expérimenté, le chef zénète Khalid ibn Hamid. Khalid ibn Hamid détruit l'armée arabe lors de la bataille des nobles, en décembre 740.
L'armée principale armée ifriqiyenne, dirigée par Habib ibn Abi Obeïda al-Fihri, est arrivée trop tard pour empêcher le massacre de l'armée originelle, et ne pouvait guère faire plus que maintenir la ligne autour de Tlemcen et demander des renforts à Kairouan et Damas.

### L'expédition syrienne
En apprenant la nouvelle de la catastrophe qui a frappé les nobles arabes, le calife omeyyade Hicham se serait fameusement exclamé : « Par Allah !, je me fâcherai contre eux de la colère d'un Arabe ! Je leur enverrai une armée telle qu'ils n'en virent jamais dans leur pays : la tête de la colonne sera chez eux pendant que la queue en sera encore chez moi. »
Hicham limoge le gouverneur arabe de l'ifriqiya, Obeïd Allah, et nomme Kolthoum ibn Iyad al-Qasi comme son remplaçant. Kolthoum doit être accompagné d'une nouvelle armée arabe de 10 000 - 30 000 clients omeyyades et 20 000 forces issues des régiments (Junds) de l'Est. Plus précisément, 6 000 hommes, chacun doivent être relevés par quatre principaux Junds syriens du Jund Dimashq (de Damas), Jund Hims (d'Homs), Jund al-Urdunn (de Jordanie) et Jund Filastin (de Palestine), 3 000 du Jund Qinnasrin et 3 000 autres pris d'Égypte. Le calife Hicham désigne le neveu de Kolthoum, Balj ibn Bishr al-Qushayri, comme son lieutenant et successeur si quelque chose lui arrivait. Le commandant jordanien Thalaba ibn Salama al-Amili est désigné comme deuxième successeur.
L'armée "syrienne" (comme elle est nommée, malgré son contingent égyptien) part au début de l'année 741 et arrive en Ifriqiya en juillet-août 741. La cavalerie d'avant-garde syrienne dirigée par Balj ibn Bishr, qui a,devancé le gros des forces, est la première à arriver à Kairouan. Leur bref séjour n'est pas heureux. Les syriens sont arrivés dans la ville avec un esprit hautain, jouant leur rôle de sauveurs des infortunés Ifriqiyens. Ils reçoivent un accueil chaleureux des autorités suspectes ifriqiyennes à Kairouan - les portes de la ville sont fermées à l'approche de Balj, et les autorités locales sont peu coopératives pour répondre aux demandes de l'avant-garde syrienne. Interprétant cela comme de l'ingratitude, les syriens frustrés s'imposent dans la ville, réquisitionnant des fournitures et logeant des troupes, avec peu de considération pour les autorités locales ou les priorités.
Les citoyens de Kairouan écrivent immédiatement au commandant militaire arabe Habib ibn Abi Obeïda (alors avec le reste de l'armée arabe, toujours dans la banlieue de Tlemcen), se plaignant du comportement des syriens, et ce dernier envoie un message échauffé à Kolthoum, menaçant de tourner ses armes contre les Syriens si les abus à Kairouan ne cessaient pas. La réponse diplomatique de Kolthoum refroidit un peu les choses.
Kolthoum ibn Iyad, se déplaçant plus lentement avec la majeure partie des forces, n'entre pas lui-même à Kairouan, mais envoie simplement un message assignant le gouvernement de la ville à Abderrahman ibn Oqba al-Ghaffari, le qadi d'Ifriqiya. Puis, rassemblant l'avant-garde syrienne, Kolthoum se dépêche de faire la jonction avec les forces arabes restantes de Habib ibn Abi Obeïda al-Fihri, tenant position dans les environs de Tlemcen.
La jonction entre les forces arabes et syriennes ne s'est pas bien déroulée. Les arabes sont toujours furieux des nouvelles de la mauvaise conduite des syriens à Kairouan, et les syriens sont encore furieux de l'accueil ingrat qu'ils ont reçu. La tension culmine quand Balj ibn Bishr rend la lettre menaçante de Habib et demande que Kolthoum place immédiatement le commandant arabe en état d'arrestation pour trahison. À son tour, Habib ibn Abi Obeïda menace de quitter le terrain à moins que Balj et les commandants syriens ne s'excusent et traitent les arabes avec plus de respect. La querelle monte et les armées en viennent presque aux coups. Par une diplomatie sans heurts, Kolthoum ibn Iyad parvient à désamorcer la situation et à rassembler les armées, mais les ressentiments mutuels vont jouer un rôle dans ce qui va suivre.
(les anciennes rivalités tribales pré-islamiques jouent également un rôle, car les Arabes d'ifriqiya sont en grande partie d'origine tribale, du sud de l'Arabie, "Kalbides" ou "Yéménites", tandis que les junds syriens sont originaires du nord de l'Arabie, "Qaysides" ou "Syriens")
La jonction faite, Kolthoum ibn Iyad mène l'armée arabe en ébullition (30 000 Syriens et quelque 40 000 Arabes) vers l'ouest, et descend dans la vallée du fleuve Sebou au centre du Maroc, où l'armée rebelle berbère est rassemblée.
L'armée rebelle berbère dirigée par Khalid ibn Hamid al-Zanati (peut-être conjointement avec un certain Salim Abou Youssouf al-Azdi),  surpasse largement numériquement l'armée arabe. Mais les Berbères sont très mal équipés, beaucoup ne sont armés que de pierres et des couteaux, avec peu ou pas d'armure, beaucoup n'étant revêtus que d'un pagne. Mais ils compensent cela par la connaissance du terrain, la familiarité avec les armes arabes, un bon moral (après avoir coupé la crème de la récolte arabe l'année précédente) et, pour ne pas être sous-estimé, une ferveur religieuse fanatique sufrite. Les Berbères ont le crâne rasé à la manière de la mode sufrite kharijite et ont attaché des copies d'écriture coranique au bout de leurs lances et de leurs javelots.

## Déroulement
Les armées arabes dirigées par Kolthoum ibn Iyad rencontrent l'armée berbère de Khalid ibn Hamid al-Zanati à Bagdoura (ou Baqdura), près de la rivière Sebou dans les environs de l'actuelle Fès.
Ayant combattu avec et contre les Berbères auparavant, Habib ibn Abi Obeïda et les autres officiers arabes conseillent le gouverneur Kolthoum ibn Iyad contre l'impétuosité. L'armée ne doit pas être tenter d'ouvrir la bataille, mais plutôt se retrancher, et expédier la cavalerie pour harceler. Habib incite fortement Kolthoum à ne combattre que « infanterie contre infanterie, cavalerie contre cavalerie ». Mais Balj ibn Bishr persuade son oncle que la populace berbère peut être facilement gérée et vaincue, et qu'ils doivent se mettre en route immédiatement.
Écoutant son neveu, Kolthoum ibn Iyad rejette le conseil des arabes, et les armées se mettent en place,. Balj reçoit le commandement de la cavalerie syrienne d'élite pendant que Kolthoum reste avec l'infanterie syrienne. Habib ibn Abi Obeïda et ses troupes arabes sont placés sous les ordres d'officiers-clients omeyyades.
Certain que sa superbe cavalerie peut facilement gérer l'infanterie berbère en lambeaux, Balj ibn Bishr est le premier à se mettre en route. Mais les Berbères se révèlent être d'excellents frondeurs et tirailleurs. Ils embusquent et font tomber rapidement à cheval de nombreux syriens (parfois par le simple fait de jeter un sac plein de cailloux sur la tête des chevaux). Pour empêcher l'infanterie arabe de soutenir ses camarades, les Berbères déchaînent une ruée de juments sauvages (affolées par des sacs à eau et des lanières de cuir attachées à leurs queues) à travers les rangs arabes, semant beaucoup de confusion. Par ces moyens rudimentaires, les forces arabes sont bientôt privées d'une grande partie de leur cavalerie, leur principal avantage.
Reconstituant le reste de sa cavalerie, Balj charge furieusement les lignes berbères directement. Mais plutôt que de tenir bon, les forces berbères se retirent pour ouvrir un couloir et laisser passer la cavalerie syrienne, puis la renferme, séparant la cavalerie arabe loin de l'infanterie arabe.
Tandis que l'arrière-garde tient une ligne pour empêcher la cavalerie de revenir, la majeure partie de l'armée berbère, utilisant ses effectifs à son avantage, tombe sur l'infanterie arabe. La colonne arabe est la première à être touchée. Spécialement ciblés, les commandants en chef des arabes, dont Habib ibn Abi Obeïda, sont rapidement massacrés. Voyant leurs officiers à terre et ne se souciant pas particulièrement de rester avec les Syriens, les rangs des arabes se séparent et battent en retraite. Maintenant seule, l'infanterie syrienne, Kolthoum à leur tête, tient bon pendant un certain temps, mais les nombreux berbères les ont bientôt submergés.
Les Arabes sont mis en déroute. Des troupes arabes originelles, il est dit qu'un tiers est tué, un tiers capturé et un tiers s'est échappé. Un autre compte estime les pertes à 18 000 syriens et de quelque 20 000 arabes. Parmi les morts figurent le gouverneur Kolthoum ibn Iyad al-Qasi et le commandant des arabes, Habib ibn Abi Obeïda al-Fihri.

## Conséquences
Les forces arabes restantes prennent la fuite de manière dispersée vers Kairouan. Les troupes syriennes restantes (environ 10 000 hommes), maintenant sous la direction du neveu de Kolthoum, le commandant de la cavalerie Balj ibn Bishr, grimpent vers la côte, poursuivis par les Berbères. Les Syriens se barricadent à Ceuta et demandent passage à travers la mer en Espagne. Le souverain andalou Youssouf ibn Abdelrahman al-Fihri, méfiant, refuse dans un premier temps, mais finit par céder et leur permet de traverser le détroit de Gibraltar au début de l'année 742, un événement qui aura des répercussions déstabilisantes sur al-Andalus.
On n'entend plus parler du chef berbère zénète Khalid ibn Hamid qui a livré deux grandes victoires sur les armées arabes. Il disparaît des chroniques peu après cette bataille. La révolte berbère se poursuit sous d'autres commandants.
Les nouvelles de la victoire des Berbères sur les Arabes encouragent des rébellions berbères plus larges en Afrique du Nord et en Espagne, et deux autres commandants, Oqasha ibn Ayoub al-Fezari et Abdelwahid ibn Yazid al-Houari, rassemblent encore plus d'armées berbères contre le pouvoir arabe à Kairouan. Mais la réaction rapide du gouverneur égyptien Handhala ibn Safwan al-Kalbi les empêchent de prendre la ville. Les armées berbères en Ifriqiya sont détruites par Handhala en 742 lors de deux batailles massivement sanglantes à El-Qarn et El-Asnam près de Kairouan.
Néanmoins, la bataille de Bagdoura se révèle décisive. Elle brise définitivement l'emprise omeyyade sur le Maghreb al-Aqsa et le Maghreb central. Ces régions sont dévolues aux dirigeants locaux et ne seront jamais récupérées par un califat oriental. Il s'agit de la première grande perte territoriale du califat omeyyade, la première province omeyyade à se détacher, et à tracer une voie indépendante.

## Référencement